# جی‌اس‌پی ساترن
جی‌اس‌پی ساترن (به انگلیسی: GSP Saturn) یک کشتی است که طول آن ۵۲٫۴ متر (۱۷۲ فوت) و ارتفاع آن ۱۲۰ متر (۳۹۰ فوت) می‌باشد. این کشتی در سال ۱۹۸۸ ساخته شد.